# Íjászat a 2014. évi nyári ifjúsági olimpiai játékokon
A 2014. évi nyári ifjúsági olimpiai játékokon az íjászat versenyeinek a Fangshan Sports Training Base adott otthont augusztus 22. és 26. között. A fiúknál és a lányoknál is 1–1 egyéni versenyt rendeztek, illetve egy vegyes csapat versenyszám is volt.

## Naptár
Az időpontok helyi idő szerint (UTC+8) értendők.
| Dátum         | Időpont | Versenyszám                                                      |
| ------------- | ------- | ---------------------------------------------------------------- |
| Augusztus 22. | 09:00   | Fiú, egyéni, selejtező Lány, egyéni, selejtező                   |
| Augusztus 22. | 15:00   | Vegyes csapat, a 16 közé jutásért                                |
| Augusztus 23. | 09:00   | Fiú, egyéni, a 16 közé jutásért Lány, egyéni, a 16 közé jutásért |
| Augusztus 23. | 14:00   | Fiú, egyéni, a 16 közé jutásért Lány, egyéni, a 16 közé jutásért |
| Augusztus 24. | 09:30   | Vegyes csapat, nyolcaddöntők                                     |
| Augusztus 24. | 14:30   | Vegyes csapat, helyosztók                                        |
| Augusztus 25. | 09:30   | Lány, egyéni, nyolcaddöntők                                      |
| Augusztus 25. | 15:00   | Lány, egyéni, helyosztók                                         |
| Augusztus 26. | 09:30   | Fiú, egyéni, nyolcaddöntők                                       |
| Augusztus 26. | 15:00   | Fiú, egyéni, helyosztók                                          |

## Éremtáblázat
(A táblázatokban a rendező ország eltérő háttérszínnel, az egyes számoszlopok legmagasabb értéke vastagítással kiemelve.)
| A 2014. évi nyári ifjúsági olimpiai játékok éremtáblázata íjászatban | A 2014. évi nyári ifjúsági olimpiai játékok éremtáblázata íjászatban | A 2014. évi nyári ifjúsági olimpiai játékok éremtáblázata íjászatban | A 2014. évi nyári ifjúsági olimpiai játékok éremtáblázata íjászatban | A 2014. évi nyári ifjúsági olimpiai játékok éremtáblázata íjászatban | Olimpia  |
| -------------------------------------------------------------------- | -------------------------------------------------------------------- | -------------------------------------------------------------------- | -------------------------------------------------------------------- | -------------------------------------------------------------------- | -------- |
|                                                                      | Ország                                                               | Arany                                                                | Ezüst                                                                | Bronz                                                                | Összesen |
| –                                                                    | Nemzetek vegyes részvételei (MIX)                                    | 1                                                                    | 1                                                                    | 1                                                                    | 3        |
| 1.                                                                   | Dél-Korea (KOR)                                                      | 1                                                                    | 0                                                                    | 1                                                                    | 2        |
| 2.                                                                   | Kína (CHN)                                                           | 1                                                                    | 0                                                                    | 0                                                                    | 1        |
|                                                                      |                                                                      |                                                                      |                                                                      |                                                                      |          |
| 3.                                                                   | Brazília (BRA)                                                       | 0                                                                    | 1                                                                    | 0                                                                    | 1        |
| 4.                                                                   | Franciaország (FRA)                                                  | 0                                                                    | 1                                                                    | 0                                                                    | 1        |
|                                                                      |                                                                      |                                                                      |                                                                      |                                                                      |          |
| 5.                                                                   | India (IND)                                                          | 0                                                                    | 0                                                                    | 1                                                                    | 1        |
|                                                                      |                                                                      |                                                                      |                                                                      |                                                                      |          |
| Összesen                                                             | Összesen                                                             | 3                                                                    | 3                                                                    | 3                                                                    | 9        |

## Érmesek
| A 2014. évi nyári ifjúsági olimpiai játékok érmesei íjászatban |                                            |                                                                                         |                                                                 |
| Versenyszám                                                    | Arany                                      | Ezüst                                                                                   | Bronz                                                           |
| Fiú egyéni                                                     | Lee Woo Seok · Dél-Korea (KOR)             | Marcus D'Almeida · Brazília (BRA)                                                       | Atul Verma · India (IND)                                        |
| Lány egyéni                                                    | Li Jiaman · Kína (CHN)                     | Melanie Gaubil · Franciaország (FRA)                                                    | I Ungjong (Lee Eun-gyeong) · Dél-Korea (KOR)                    |
| Vegyes csapat                                                  | Li Jiaman · Kína (CHN)                     | Cynthia Freywald · Németország (GER) · Muhamad Zarif Syahiir Zolkepeli · Malajzia (MAS) | Eric Peters · Kanada (CAN) · Mirjam Tuokkola · Finnország (FIN) |
| Vegyes csapat                                                  | Luis Gabriel Moreno · Fülöp-szigetek (PHI) | Cynthia Freywald · Németország (GER) · Muhamad Zarif Syahiir Zolkepeli · Malajzia (MAS) | Eric Peters · Kanada (CAN) · Mirjam Tuokkola · Finnország (FIN) |